# Killer-Nunatak
Der Killer-Nunatak ist ein 2080 m hoher Nunatak aus Granit im ostantarktischen Viktorialand. In den Usarp Mountains ragt er 8 km nordwestlich des Mount Phelan nahe dem Zentrum der Emlen Peaks auf.
Die Nordgruppe der von 1963 bis 1964 dauernden Kampagne der New Zealand Geological Survey Antarctic Expedition benannte ihn in Anlehnung an seine Ähnlichkeit mit der Rückenfinne eines Killerwals.